# Well (Limbourg néerlandais)
Pour les articles homonymes, voir Well.
Well est un village situé dans la commune néerlandaise de Bergen, dans la province du Limbourg. Le 1er janvier 2007, le village comptait 2 511 habitants.

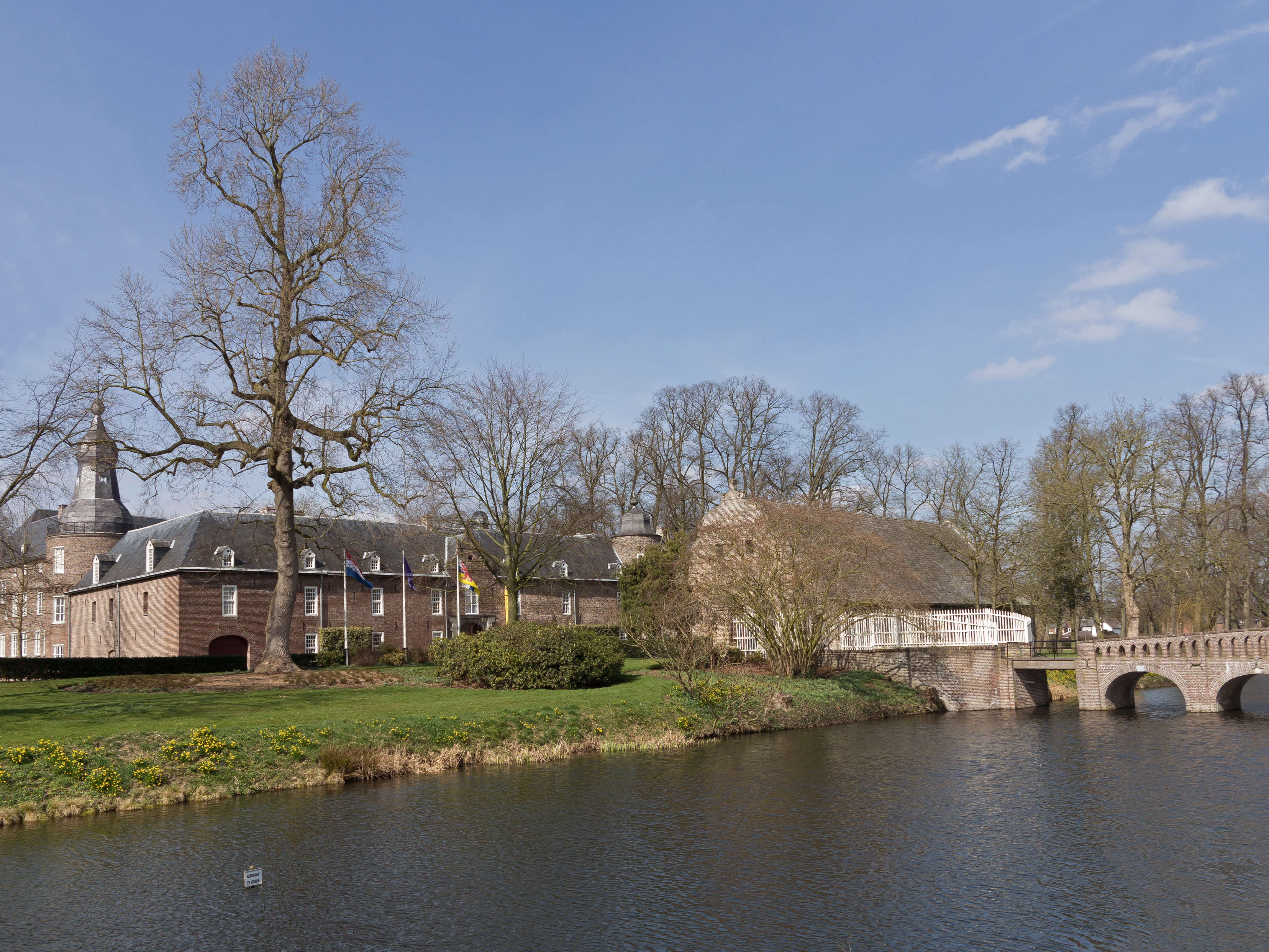
Château: kasteel Well

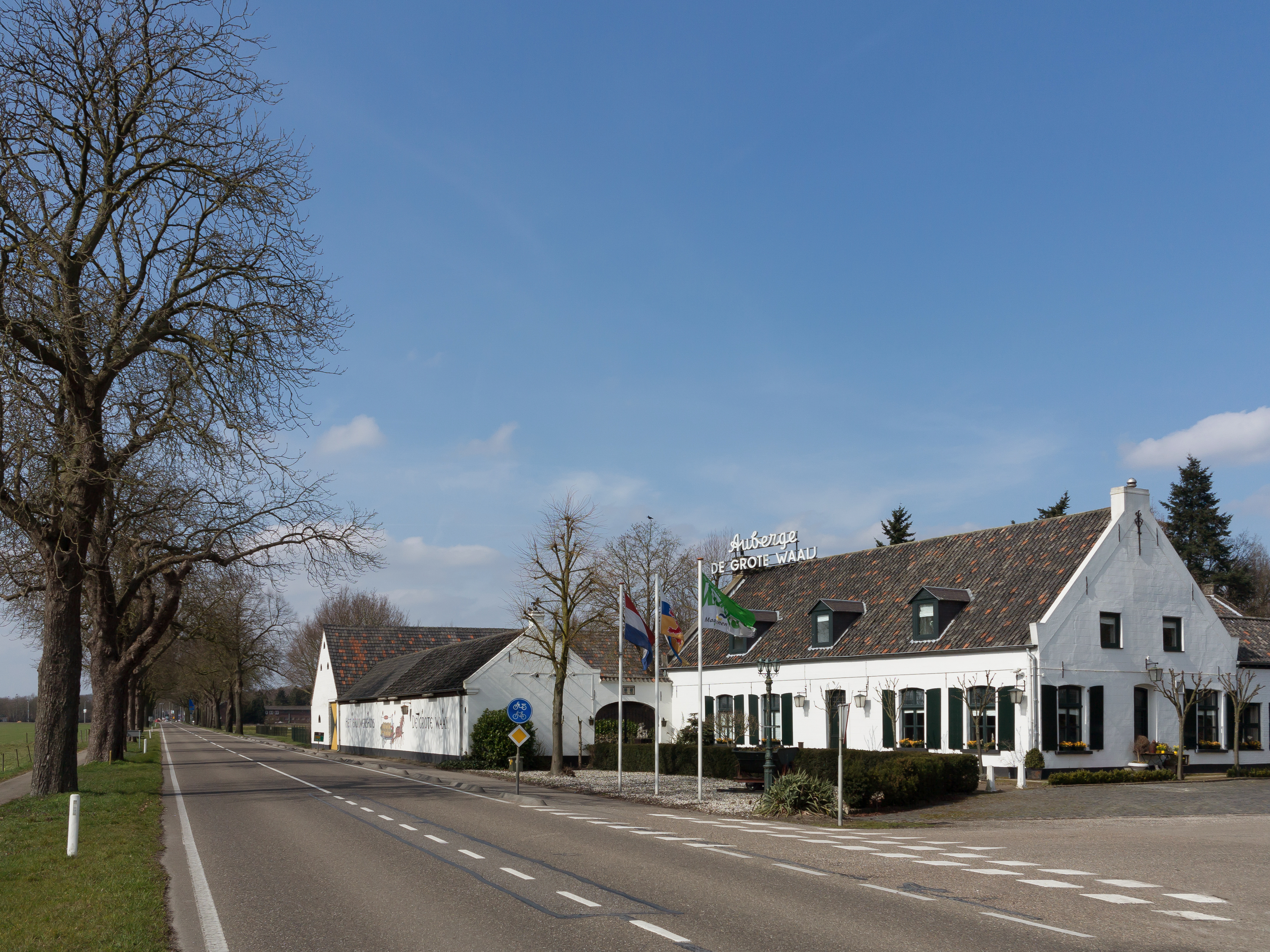
L'auberge de Grote Waai